# Charaxes selousi
Charaxes selousi är en fjärilsart som beskrevs av Henry Trimen 1894. Charaxes selousi ingår i släktet Charaxes och familjen praktfjärilar. Inga underarter finns listade i Catalogue of Life.